# 七里明
七里明（学名：Blumea clarkei）为菊科艾纳香属的植物。分布在印度、中南半岛、缅甸、菲律宾以及中国大陆的福建、广西、广东等地，生长于海拔400米至700米的地区，一般生长在荫湿林谷中空旷湿润草地，目前尚未由人工引种栽培。